# Rudolf Zioło
Rudolf Zioło est un metteur en scène et enseignant polonais né en 1952 à Oleśnica,,.